# Paul Givan

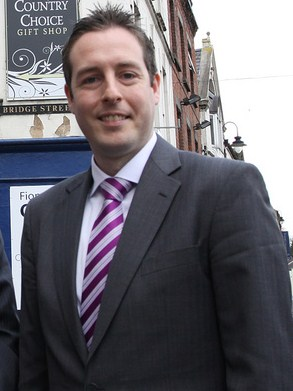
Paul Givan

Paul Jonathan Givan (geboren am 12. Oktober 1981 in Lisburn) ist ein nordirischer Politiker der unionistischen DUP. Seit 2010 ist er Mitglied der Nordirlandversammlung und ab dem 17. Juni 2021 war er als Nachfolger von Arlene Foster Co-Regierungschef Nordirlands. Am 3. Februar 2022 erklärte er aus Protest gegen das „Northern Ireland Protocol“ seinen Rücktritt als First Minister mit Wirkung per Mitternacht desselben Tages.
Durch Givans Rücktritt endete automatisch auch die Funktion von Michelle O’Neill als stellvertretende Erste Ministerin.

## Werdegang
Paul Jonathan Givan kam am 12. Oktober 1981 im Lagan Valley Hospital in Lisburn zur Welt. Er ist das zweitälteste von fünf Geschwistern und stammt aus einer Familie mit langer Verbindung zur DUP: sein Großvater Herbie gehörte zu den Gründungsmitgliedern, sein Vater Alan, ein ehemaliger Justizvollzugsbeamter, vertritt die Partei im Rat des Bezirks Lisburn and Castlereagh. Givan ging im Laurelhill Community College in Lisburn zur Schule, danach studierte er an der University of Ulster und erwarb Abschlüsse in BWL  und praktischem Management.
Mit Edwin Poots verbindet Givan eine langjährige Freundschaft. Beide stammen aus Lisburn und kennen sich aus ihrer gemeinsamen Zeit als Gemeinderat. Später arbeitete er in Teilzeit für Poots in dessen Abgeordnetenbüro und, nach dessen Aufrücken in die Regierung, als Berater. Diese Stelle verlor er 2008, nachdem Poots als Kulturminister entlassen worden war. Anschließend war Givan für eine Handelsorganisation tätig. Nach Poots’ Rückkehr auf die Regierungsbank als Umweltminister wurde Givan von 2008 bis 2009 erneut zu seinem Berater berufen.

## Politische Laufbahn
Givan begann seine politische Laufbahn 2005 nach seiner Wahl in den Stadtrat von Lisburn. Nachdem Jeffrey Donaldson bei der Britischen Unterhauswahl 2010 ein Mandat erringen konnte und nach London ins House of Commons gewechselt war, rückte Givan auf dessen Sitz in der Nordirlandversammlung für den Wahlbezirk Lagan Valley nach. Das Mandat errang er bei den Wahlen 2011, 2016, 2017 und 2022 erneut.
Von Mai 2016 bis März 2017 stand Givan als Minister dem Department for Communities vor. In dieser Funktion verkündete er im Dezember 2016, er werde einem Förderprogramm zur Vergabe von Stipendien zum Erlernen der irischen Sprache namens Líofa die Mittel kürzen; er versah die zugehörige Nachricht an die Betroffenen mit frohen Wünschen zur Weihnacht und einem guten Rutsch ins neue Jahr. Gerry Adams, Parteivorsitzender von Sinn Féin, bezeichnete ihn daraufhin als „Ignoranten“.
Die ohnehin durch einen Skandal um ein finanziell völlig aus dem Ruder gelaufenes Programm zur Förderung erneuerbarer Energien (RHI) belastete Regierung zerbrach kurz darauf. Der Sinn Féin-Abgeordnete Máirtín Ó Muilleoir sagte, Givans Brief sei der Tropfen gewesen, der das Fass zum Überlaufen gebracht habe (the straw that broke the camel’s back)
Kurz darauf nahm Givan die Kürzung zurück.
Im Juli 2016 löste Givans Teilnahme an einem von radikalen Protestanten veranstalteten Freudenfeuer am Vorabend des Orangemen’s Day in South Tyrone Kritik aus; er müsse als Leiter des Department for Communities für einen Ausgleich zwischen den verschiedenen sozialen und kulturellen Gruppen sorgen. Es gehöre sich daher nicht, bei einer derartigen Veranstaltung aufzutreten.
Sein Besuch eines Gaelic-Football-Spiels in Lisburn 2016 wurde positiv aufgenommen.
Am 8. Juni 2021 verkündete Poots, mittlerweile zum Vorsitzenden der DUP aufgestiegen, dass er Givan als neuen First Minister und Nachfolger von Foster vorgeschlagen hatte. Dafür musste die Co-Regierungschefin Michelle O’Neill von Sinn Féin ihre Zustimmung erteilen.
Foster trat am 14. Juni 2021 zurück, nun blieben sieben Tage Zeit für eine Einigung zwischen den Parteien. Diese erfolgte binnen drei Tagen und umfasste einen Kompromiss zur umstrittenen Förderung der irischen Sprache: Sollte die Nordirlandversammlung bis Ende September kein entsprechendes Gesetz in Kraft gesetzt haben, wolle man das britische Unterhaus entscheiden lassen.
Givet trat sein Amt am 17. Juni an. Die Einigung löste bei der DUP eine parteiinterne Revolte aus, aufgrund derer Poots noch am selben Abend den Parteivorsitz niederlegte. Die DUP-Abgeordneten stimmten daraufhin in einer internen Abstimmung deutlich (24 zu 4) gegen die Nominierung von Givan. Daraufhin wurde ihm von der Parteiführung mitgeteilt, dass er nach der Einsetzung eines neuen Parteichefs zurücktreten solle. Als neuer Parteichef wurde Jeffrey Donaldson gewählt, der jedoch kein Mandat im nordirischen Parlament besitzt und so nicht als First Minister gewählt werden konnte. Somit verblieb Givan auf dem Posten des Regierungschefs. Nachdem Donaldson angekündigt hatte, bei der Assembly-Wahl im Mai 2022 im Wahlkreis von Givan anzutreten, bestätigte Givan, dass er ebenfalls einen Sitz dort anstrebe.
In der Folge verschärfte er den Kurs seiner Partei; unter anderem weigerte er sich, an grenzüberschreitenden Treffen mit der Republik Irland teilzunehmen. Am 3. Februar 2022 verkündete Givan aus Protest gegen das Protokoll zu Nordirland seinen Rücktritt als First Minister. Als Folge verlor auch die stellvertretende Erste Ministerin Michelle O’Neill ihr Amt.

## Politische Positionen
Givan gehört zum rechten, durch Ian Paisley geprägten Flügel seiner Partei und ist evangelikaler Protestant. Er vertritt kreationistische Auffassungen und hatte 2007 die Forderung aufgestellt, in Schulen neben der Evolutionstheorie auch die Schöpfungslehre und Intelligent Design unterrichten zu lassen. Im Februar 2021 brachte Givan einen Gesetzesentwurf zur Verschärfung des Gesetzes zu Schwangerschaftsabbrüchen ein: Die bestehende Regelung, die im Falle schwerer geistiger oder körperlicher Schäden eine Abtreibung ohne zeitliches Limit ermöglicht, solle beschränkt werden auf Fälle, bei denen das Kind nicht lebensfähig sei. Givan gehört, wie auch Poots, zu dem Flügel seiner Partei, der das auf den Brexit folgende Handelsabkommen zwischen der EU und Großbritannien ablehnt.

## Privates
Givan ist verheiratet und hat drei Töchter. Er ist Mitglied der Freien Presbyterianischen Kirche.